# دراجن دن
دراجین دن یا دراجن دن روستایی در دهستان زابلی بخش مرکزی شهرستان مهرستان استان سیستان و بلوچستان ایران است.

## جمعیت
بر پایه سرشماری عمومی نفوس و مسکن در سال ۱۳۹۵ جمعیت این روستا ۲۲۶ نفر (۵۱خانوار) بوده‌است.